# Ara Lleida
Ara Lleida és una revista de promoció turística de les Terres de Llleida, que en tracta els atractius naturals, gastronòmics, festius, culturals i turístics editada per iniciativa del Patronat de Turisme de la Diputació. El primer número va ser llençat el 18 de juliol 1989, durant una cerimònia l'Estany Gento, lloc emblemàtic per mostrar la voluntat de promoure totes les comarques de la demarcació.
Es publica bianualment amb una tirada de 10.000 exemplars en paper i uns altres 10.000 de distribució en línia, a més d'un lloc web i l'aplicació de mòbil Ara Lleida 365.
Així, per exemple, el 2004 en neerlandès i francès per al públic del Benelux o el 2012 en rus per atreure aquesta clientela. El 2014 va celebrar els 25 anys de la revista al Paranimf de la Universitat de Cervera.

## Col·laboradors destacats
Com a director del Patronat de Turisme de la província, Jordi Blanch és també responsable de la revista. Directors anteriors van ser Xavier Moncayo (1989-2009) i Àngel Vidal (2009-2011). Als inicis la redacció anava a càrrec d'una empresa externa. Durant els primers anys, va ser coordinada per l'empresa Serveis de comunicació de Lleida, sota la direcció de Sebastià Tamarit. L'any 2015, la direcció de la revista va passar a mans del responsable del departament de comunicació de la Diputació.
Molts experts, la majoria lleidatans, hi van col·laborar. A més d'especialistes segons els temes tractats, alguns dels regulars són:
- Javier Ricou: redactor de La Vanguardia i col·laborador del programa Arucitys.
- José Carlos Monge: cap d'esports del diari Segre.
- Anna Sàez: periodista del diari Segre.